# جنات الغزي
جنات الغزي هي ناشطة حقوق انسان عراقية ونائبة مدير منظمة حرية المرأة في العراق. ساعدت هي ومنظمتها الأشخاص الذين تم القبض عليهم في الحرب الأهلية العراقية وساعدوا اليزيديين والنساء من الثقافات الأخرى على الهروب من تنظيم الدولة الإسلامية في العراق والشام (داعش) وذلك على الرغم من المخاطر الجسيمة التي ينطوي عليها الأمر. كما أنها تساعد النساء العراقيات على التعامل مع العنف المنزلي، حيث كانت جنات نفسها ضحية للعنف المنزلي من عائلتها القبلية التي تعتقد بإنها قد جلبت العار لهم. وهي حائزة على جائزة نساء الشجاعة الدولية عام 2017.
بعد أن حازت على الجائزة زارت جنات مدن أخرى بما في ذلك حفل الإستقبال في مدينة مينيسوتا مع زميلتها الحائزة على الجائزة كارولين طحان.